# Neanthes
Neanthes is een geslacht van borstelwormen uit de familie van de zeeduizendpoten (Nereididae).

## Soorten
- Neanthes abyssorum Hartman, 1967
- Neanthes acuminata (Ehlers, 1868)
- Neanthes agnesiae (Augener, 1918)
- Neanthes agulhana (Day, 1963)
- Neanthes arenaceodentata (Moore, 1903)
- Neanthes articulata Knox, 1960
- Neanthes augeneri (Gravier & Dantan, 1934)
- Neanthes babuzai Hsueh, 2019
- Neanthes bassi Wilson, 1984
- Neanthes bioculata (Hartmann-Schröder, 1975)
- Neanthes biparagnatha Bonyadi-Naeini, Rastegar-Pouyani, Rastegar-Pouyani, Glasby & Rahimian, 2017
- Neanthes biseriata Hutchings & Turvey, 1982
- Neanthes bongcoi Pillai, 1965
- Neanthes bruaca Lana & Sovierzoski, 1987
- Neanthes ceciliae Steiner & Santos, 2004
- Neanthes chilkaensis (Southern, 1921)
- Neanthes chingrighattensis (Fauvel, 1932)
- Neanthes cortezi Kudenov, 1979
- Neanthes cricognatha (Ehlers, 1904)
- Neanthes crucifera (Grube, 1878)
- Neanthes deplanata (Mohammad, 1971)
- Neanthes donggungensis Hsueh, 2019
- Neanthes donghaiensis Wu, Sun & Yang, 1981
- Neanthes egregicirrata (Treadwell, 1924)
- Neanthes flava Wu, Sun & Yang, 1981
- Neanthes flavipes Ehlers, 1868
- Neanthes flindersi Wilson, 1984
- Neanthes fucata (Savigny, 1822)
- Neanthes galetae Fauchald, 1977
- Neanthes gisserana (Horst, 1924)
- Neanthes glandicincta (Southern, 1921)
- Neanthes helenae Kinberg, 1865
- Neanthes heteroculata (Hartmann-Schröder, 1981)
- Neanthes hondoensis Khlebovich, 1996
- Neanthes hsinchuensis Hsueh, 2019
- Neanthes indica (Kinberg, 1865)
- Neanthes isolata Hutchings & Turvey, 1982
- Neanthes jihueiensis Hsueh, 2019
- Neanthes kaomeiensis Hsueh, 2019
- Neanthes kerguelensis (McIntosh, 1885)
- Neanthes kermadeca (Kirkegaard, 1995)
- Neanthes kinmenensis Hsueh, 2019
- Neanthes larentukana (Grube, 1881)
- Neanthes latipalpa (Schmarda, 1861)
- Neanthes latipoda (Paik, 1973)
- Neanthes macrocephala (Hansen, 1882)
- Neanthes maculata Wu, Sun & Yang, 1981
- Neanthes manatensis Pillai, 1965
- Neanthes masalacensis (Grube, 1878)
- Neanthes meggitti (Monro, 1931)
- Neanthes mexicana Fauchald, 1972
- Neanthes micromma (Harper, 1979)
- Neanthes mossambica (Day, 1957)
- Neanthes multidentata Fassari & Mollica, 2000
- Neanthes nanhaiensis Wu, Sun & Yang, 1981
- Neanthes negomboensis De Silva, 1965
- Neanthes noodti Hartmann-Schröder, 1962
- Neanthes nubila (Savigny, 1822)
- Neanthes operta (Stimpson, 1856)
- Neanthes pachychaeta (Fauvel, 1918)
- Neanthes papillosa (Day, 1963)
- Neanthes philippinensis Leon-Gonzalez & Salazar-Vallejo, 2003
- Neanthes pleijeli Leon-Gonzalez & Salazar-Vallejo, 2003
- Neanthes reducta (Southern, 1921)
- Neanthes roosevelti Hartman, 1939
- Neanthes rubicunda (Ehlers, 1868)
- Neanthes ruficeps (Ehlers, 1904)
- Neanthes sakhalinensis (Okuda, 1935)
- Neanthes sandiegensis Fauchald, 1977
- Neanthes sanguensis Hsueh, 2019
- Neanthes sexoculata Cantone, 1990
- Neanthes shigungensis Hsueh, 2019
- Neanthes shinkai Shimabukuro, Santos, Alfaro-Lucas, Fujiwara & Sumida, 2017
- Neanthes suluensis Kirkegaard, 1995
- Neanthes tasmani Bakken, 2002
- Neanthes trifasciata (Ehlers, 1901)
- Neanthes typhla (Monro, 1930)
- Neanthes uncinula Russell, 1962
- Neanthes unifasciata (Willey, 1905)
- Neanthes uniseriata Hutchings & Turvey, 1982
- Neanthes vaalii Kinberg, 1865
- Neanthes verrillii (Grube, 1878)
- Neanthes vitabunda (Pflugfelder, 1933)
- Neanthes vitiazi Khlebovich, 1996
- Neanthes willeyi (Day, 1934)
- Neanthes zonata Malmgren, 1867

### Synoniemen
- Neanthes anchylochaeta (Horst, 1924) => Neanthes pachychaeta (Fauvel, 1918)
- Neanthes brandti (Malmgren, 1865) => Alitta brandti Malmgren, 1865
- Neanthes capensis Willey, 1904 => Neanthes willeyi (Day, 1934)
- Neanthes caudata (sensu Delle Chiaje, 1827) => Neanthes acuminata (Ehlers, 1868)
- Neanthes diversicolor (Müller, 1776) => Hediste diversicolor (O.F. Müller, 1776)
- Neanthes grandis (Stimpson, 1853) => Alitta grandis (Stimpson, 1853)
- Neanthes ijimai (Izuka, 1912) => Nectoneanthes oxypoda (Marenzeller, 1879)
- Neanthes irrorata (Malmgren, 1867) => Neanthes nubila (Savigny, 1822)
- Neanthes japonica (Izuka, 1908) => Hediste japonica (Izuka, 1908)
- Neanthes lighti Hartman, 1938 => Hediste limnicola (Johnson, 1903)
- Neanthes multignatha (Wu, Sun& yang, 1981) => Nectoneanthes oxypoda (Marenzeller, 1879)
- Neanthes obscura Treadwell, 1928 => Perinereis helleri (Grube, 1878)
- Neanthes oligohalina Rioja, 1946 => Nereis oligohalina (Rioja, 1946)
- Neanthes oxypoda (Marenzeller, 1879) => Nectoneanthes oxypoda (Marenzeller, 1879)
- Neanthes pseudonoodti Fauchald, 1977 => Pseudonereis pseudonoodti (Fauchald, 1977)
- Neanthes saltoni (Hartman, 1936) => Alitta succinea (Leuckart, 1847)
- Neanthes seridentata Hartmann-Schröder, 1959 => Perinereis seridentata (Hartmann-Schröder, 1959)
- Neanthes succinea (Leuckart, 1847) => Alitta succinea (Leuckart, 1847)
- Neanthes variegata Kinberg, 1866 => Pseudonereis gallapagensis Kinberg, 1865
- Neanthes virens (M. Sars, 1835) => Alitta virens (M. Sars, 1835)